# Vivian Ikechukwu
Vivian Obianujunwa Ikechukwu née le 10 juillet 1997,, est une footballeuse professionnelle nigériane. Elle joue au poste d'attaquant dans le club de Liga MX Femenil Cruz Azul et dans l'équipe nationale féminine du Nigeria.  

## Carrière en club
Elle est d'une taille de 1,68 m et occupe le  poste d'attaquant. 
Sa carrière professionnelle débute avec Abia Angels FC en NWFL Premiership.  

### Rivers Angels FC
Ikechukwu a été affecté en 2018, au club de Port Harcourt, Rivers Angels FC,, qui évolue dans la ligue de haut niveau NWFL Premiership.Elle a obtenu la Coupe Aiteo féminine 2018 qui a eu lieu à Yenagoa au Nigéria. Lors des saisons 2019, 2020-2021 son équipe est devenue championne de la ligue. Elle a joué à la Ligue des champions féminine de la CAF 2021 au Caire, en Égypte, et a marqué deux buts. Elle a été nommée en février 2022, la Joueuse du mois de la NWPL. 

### FC Gintra Universitetas
Ikechukwu en mars 2022 s'installe en Lituanie et rejoint le club A Lyga FC Gintra Universitetas.   Elle a participé à la Ligue des champions féminine de l'UEFA 2022-2023 et inscrit 14 buts en 19 matchs. Son contrat d'un an a pris fin en décembre 2022. 

### Beşiktaş JK
Fin janvier 2023, Ikechukwu emménage en Turquie et a signé un contrat de six mois avec le club Beşiktaş JK basé à Istanbul pour évoluer en Super Ligue turque féminine. Lors de la seconde moitié de la saison 2022-23 de la Super League, elle participe à quatre rencontres. En mai 2023, elle a subi une élongation musculaire au mollet. Son contrat avec Beşiktaş JK a été renouvelé pour une année supplémentaire couvrant la saison 2023-24. En décembre 2023 elle se blesse à la jambe. Au total elle a joué 30 matchs officiels pour Beşiktaş, durant ses 1,5 saison au club, contribuant à 9 buts et 5 passes décisives, en accumulant plus de 2 000 minutes de jeu.

### Cruz Azul FC
Mi-juillet 2024, Ikechukwu a déménagé au Mexique et a signé avec le club Cruz Azul (femmes) basé à Mexico pour jouer dans la Liga MX Femenil. Elle a marqué un but lors d'une victoire 4-1 contre Santos Laguna le 17.08.2024. Dans une déclaration faite par le club au cours de la première semaine de décembre, il a été annoncé qu'Ikechukwu ne continuerait pas la saison prochaine. 

## Carrière en équipe nationale
Ikechukwu est une joueuse  de l'équipe nationale du Nigeria. Elle a marqué deux buts contre l'Afrique du Sud lors du tournoi international sur invitation Aisha Buhari en 2021. Elle faisait partie de l'équipe nationale classée quatrième à la Coupe d'Afrique des Nations féminine 2022 au Maroc. 

## Palmarès
Rivers Angels FC
- Championnat de la NWFL : 2019,  2020–21
- Coupe Aiteo féminine : 2018

FC Gintra Universitetas
- A Lyga : 2022